# Шампанія
Шампанія — селище в Україні, у Шевченківській сільській громаді Звенигородського району Черкаської області.

## Історія
У XIX столітті пан Енгельгардт мав кілька економій: у Моринцях, Будищах, Ленінцях, Сталінцях, де управителем був поляк на прізвище Шампанський. У революцію господарство розібрали, а ділянка відійшла до Пединівки. Тоді цей хутір назвали Шампань. У 1960-х, до 150-річчя з дня народження Шевченка, побудували дорогу, що зв'язав Шевченкове, Моринці й місто Городище. Тоді на карті написали Шампанія. За радянських часів на в'їзді в селище поставили знак, на якому назву написали по-іншому — «Шампань».
Село постраждало внаслідок голодомору 1932-33 та 1946–1947 роках[джерело?].

## Населення
За даними всеукраїнського перепису населення 2001 року у селі мешкало 73 особи.
Мова
Розподіл населення за рідною мовою за даними всеукраїнського перепису населення 2001 року був наступним:
| українська | 72 | 98,63 |
| російська  | 1  | 1,37  |

## Сучасність
Станом на 2009 рік в селищі мешкало 67 людей, серед них — 14 дітей. Населений пункт межує з селами Моринці й Шевченкове. Має одну вулицю — Пролетарську, на якій 36 будинків. Чотири з них порожні. В селищі є тільки невеличкий магазин на території Музею військової техніки, за товарами мешканці їздять або в Шевченкове, або в Моринці. В Шампані розташоване транспортне приватне підприємство «Шампаньтранс».
Село Шампань давно вже б зникло, як і більшість йому подібних, якби по сусідству з ним не знаходилося село Шевченкове — батьківщина Т. Г. Шевченка, де розташований музей-заповідник поета. Завдяки цьому сусідству через Шампань було прокладено досить непогане шосе, по якому частенько їдуть автобуси і машини з туристами. Саме їм місцеві жителі продають плоди своєї праці — мед, яблука, овочі зі своїх городів. Крім того рідко хто з туристів встоїть перед спокусою сфотографуватися біля дорожнього знаку, на якому гордо красується напис «Шампань».

## Відомі люди
- Леонід Бойко — селекціонер. Вивів новий морозостійкий сорт волоських горіхів з тонкою шкірою, світлим та негірким зерном. Назвав його «бомбою»[5].